# Villafáfila
Villafáfila ist ein nordwestspanischer Ort und eine Gemeinde (municipio) mit 440 Einwohnern (Stand: 2024) im Osten der Provinz Zamora in der Autonomen Gemeinschaft Kastilien-León. Zur Gemeinde gehört neben dem namensgebenden Hauptort die Wüstung Otero de Sariegos.

## Lage und Klima
Villafáfila liegt in der kastilisch-leonesischen Hochebene in einer Höhe von etwa 625 m. Die Provinzhauptstadt Zamora befindet sich ca. 35 Kilometer südsüdwestlich. Ein Großteil der Gemeinde befindet sich im Naturschutzgebiet Reserva Natural de Lagunas de Villafáfila. Das Klima im Winter ist durchaus kalt, im Sommer dagegen warm bis heiß; die spärlichen Regenfälle (ca. 492 mm/Jahr) fallen verteilt übers ganze Jahr.

## Bevölkerungsentwicklung
| Jahr      | 1970 | 1981 | 1991 | 2001 | 2011 | 2021 |
| Einwohner | 1044 | 771  | 706  | 665  | 573  | 475  |

Der deutliche Bevölkerungsrückgang in der zweiten Hälfte des 20. Jahrhunderts ist im Wesentlichen auf die Mechanisierung der Landwirtschaft, die Aufgabe bäuerlicher Kleinbetriebe („Höfesterben“) und den damit einhergehenden Verlust von Arbeitsplätzen zurückzuführen.

## Sehenswürdigkeiten
- Marienkirche in Villafáfilla
- Martinskirche in Otero de Sariegos

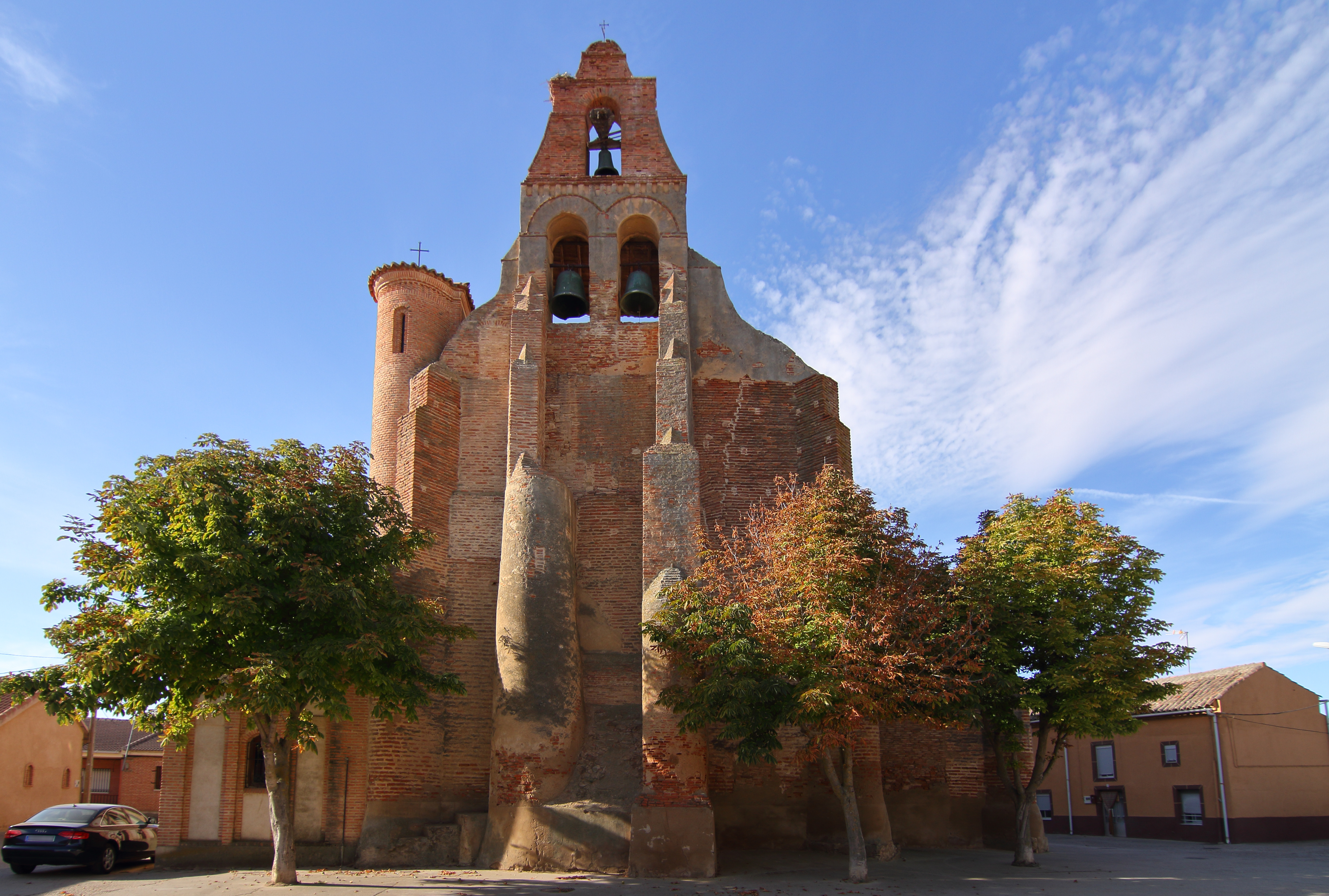
Marienkirche
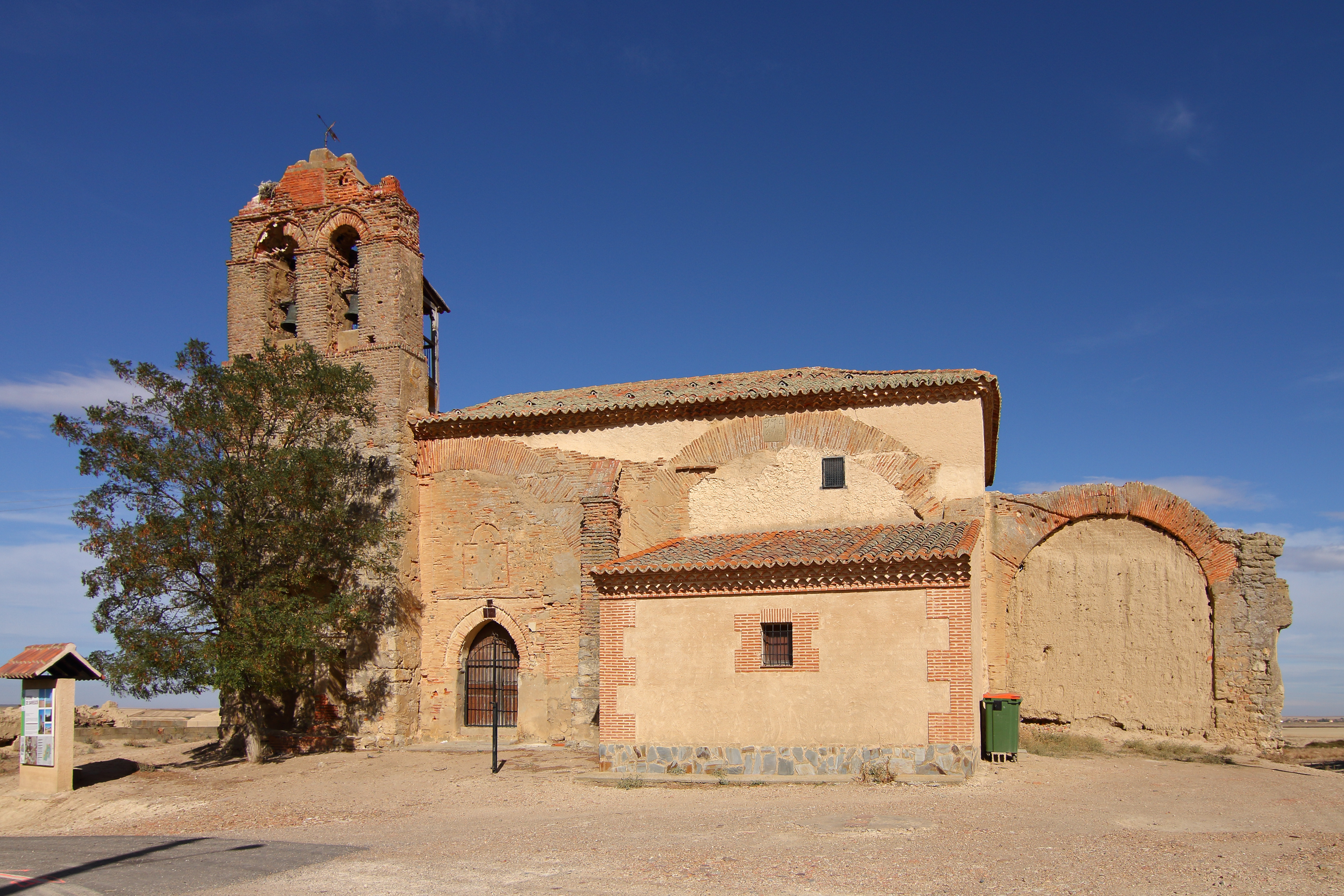
Martinskirche

## Persönlichkeiten
- Luis Fernando Fernández (* 1964), Fußballspieler